# Nagroda Endeavour
Nagroda Endeavour – nagroda literacka przyznawana od 1999 r. za książkę science fiction lub fantasy dla autora zamieszkującego na obszarze północno-zachodnich stanów USA. Ogłoszenie wyników następuje na dorocznym kongresie OryCon w Portland, Oregon.
Nazwa nagrody pochodzi od okrętu Jamesa Cooka, HM Bark „Endeavour”.

## Laureaci
| Rok  | Autor                  | Tytuł                                    |
| ---- | ---------------------- | ---------------------------------------- |
| 1999 | Greg Bear              | Dinosaur Summer                          |
| 2000 | Greg Bear              | Radio Darwina (Darwin's Radio)           |
| 2001 | Ursula K. Le Guin      | Opowiadanie świata (World's Tale)        |
| 2001 | Louise Marley          | The Glass Harmonica                      |
| 2002 | Ursula K. Le Guin      | Opowieści z Ziemiomorza (Earthsea Tales) |
| 2003 | Kristine Kathryn Rusch | The Disappeared                          |
| 2003 | Steven Barnes          | Lion's Blood                             |
| 2004 | John Varley            | Red Thunder                              |
| 2005 | Louise Marley          | The Child Goddess                        |
| 2006 | Jerry Oltion           | Anywhere But Here                        |
| 2007 | Robin Hobb             | Forest Mage                              |
| 2008 | Brenda Cooper          | The Silver Ship and the Sea              |
| 2009 | David D. Levine        | Space Magic                              |
| 2010 | David Marusek          | Mind Over Ship                           |
| 2011 | Cherie Priest          | Dreadnought                              |
| 2012 | Kristine Kathryn Rusch | City of Ruins                            |
| 2013 | Laurie Frankel         | Goodbye For Now                          |
| 2014 | Ramez Naam             | Nexus                                    |
| 2014 | Ken Scholes            | Requiem                                  |
| 2015 | Jay Lake               | Last Plane to Heaven                     |
| 2016 | Brenda Cooper          | Edge of Dark                             |
| 2017 | Patricia A. McKillip   | Dreams of Distant Shores                 |
| 2017 | Matt Ruff              | Lovecraft Country                        |
| 2018 | Laura Anne Gilman      | The Cold Eye                             |
| 2019 | K. R. Richardson       | Blood Orbit                              |
| 2020 | Matthew Hughes         | What the Wind Brings                     |
| 2020 | Louisa Morgan          | The Witch's Kind                         |
| 2021 | Erica L. Satifka       | How to Get to Apocalypse                 |
| 2022 | Sara Mueller           | The Bone Orchard                         |
| 2023 | Margaret Owen          | Painted Devils                           |